# Huis De Spyker
Huis De Spyker is een monumentaal woonhuis in Lomm, een dorp in de Nederlandse gemeente Venlo. Het 17e-eeuwse huis wordt beschouwd als de opvolger van de middeleeuwse Hof te Lomm, maar bewijs hiervoor ontbreekt.

## Geschiedenis
In 1394 gaf de hertog van Gelre de Hof te Lomm in leen aan Gerrit van Baersdonck. In 1401 kreeg Alart Vleck van Kaldenbroeck de hof overgedragen door Gerrits dochter Aleid. Nadat Alarts dochter Griete de hof in 1414 had geëerfd en in 1430 in het huwelijk was getreden met Alef van Reke, verdween de Hof te Lomm uit de leenboeken.
Pas in de 18e eeuw was er een melding over De Spyker. Antonius Ferdinandus Josephus baron de Riet was in de eerste helft van die eeuw eigenaar van het pand. Na zijn overlijden in 1765 kwam het huis aan zijn zoon Godefridus. In 1782 stierf Godefridus en zijn weduwe liet het huis na aan Anna Margaretha Smits, die het in 1815 verkocht aan Johan Arnold Antoon Haffmans. Hij en zijn vrouw Cunera Francisca Lambotte woonden in Horst; De Spyker zal in gebruik zijn geweest bij de pachter van de boerderij.

## Beschrijving
Het pand is een tamelijk hoog bakstenen huis van 6 bij 10 meter. Het zadeldak is geplaatst tussen tussen twee topgevels, waarvan een nog gezwenkte zijkanten heeft. Op een haardplaat en een houten balk is het jaartal 1628 aangegeven, de vermoedelijke bouwdatum van het pand.